# Middletown (Ohio)
Middletown es una ciudad ubicada en el condado de Butler en el estado estadounidense de Ohio. En el Censo de 2010 tenía una población de 48694 habitantes y una densidad poblacional de 711,61 personas por km².

## Geografía
Middletown se encuentra ubicada en las coordenadas 39°30′11″N 84°21′54″O / 39.50306, -84.36500. Según la Oficina del Censo de los Estados Unidos, Middletown tiene una superficie total de 68.43 km², de la cual 67.82 km² corresponden a tierra firme y (0.89%) 0.61 km² es agua.

## Demografía
Según el censo de 2010, había 48694 personas residiendo en Middletown. La densidad de población era de 711,61 hab./km². De los 48694 habitantes, Middletown estaba compuesto por el 83.26% blancos, el 11.69% eran afroamericanos, el 0.22% eran amerindios, el 0.48% eran asiáticos, el 0.05% eran isleños del Pacífico, el 1.58% eran de otras razas y el 2.73% pertenecían a dos o más razas. Del total de la población el 3.77% eran hispanos o latinos de cualquier raza.